# Donoussa
Donousa' (græsk: Δονούσα}, også Δενούσα Denousa), og nogle gange stavet Donoussa, er en ø og en tidligere kommune i Kykladerne, Grækenland. Siden kommunalreformen i 2011 er den en del af kommunen Naxos og De Små Kyklader, som den er en kommunal enhed af. Donousa er den østligste ø i De Små Kyklader.

## Geografi
Donousa ligger 16 km øst for øen Naxos og omkring 25 km nord for Amorgos. Den har et areal er 13,75 km² og dens højeste punkt er 385 moh. Den havde ved folketællingen i 2011 en befolkning på 167 indbyggere, hvoraf de fleste bor i den vigtigste bebyggelse Donousa (også Stavros). Andre landsbyer er Mersini (på den sydøstlige kyst), Kalotaritissa (nær dens nordlige kystlinje) og Charavgi (i syd).

## Historie
Det kan spores helt tilbage til den antikke Græske mytologi i forhistorisk tid, hvor Dionysos, vinens og vinens gud, tog Ariadne med fra Naxos for at skjule hende for Theseus. Der er også beviser for beboelse på Donousa tidligt i perioden med kykladisk kultur (en), omkring 3.000 f.Kr.
Øen blev i romertiden desuden anset for at være det sted, hvortil eksilerede blev deporteret. Senere blev den et yndet skjulested for pirater i Middelhavet. Gennem tiden blev øen regeret af forskellige civilisationer, herunder venetianere og tyrkere.